# Vereenigd Amsterdamsch Schaakgenootschap
Het Vereenigd Amsterdamsch Schaakgenootschap (VAS) is een Amsterdamse schaakclub. Het is een van de oudste en grootste schaakverenigingen in Nederland. Het VAS is voortgekomen uit fusies van het Amsterdamsch Schaakgenootschap met diverse andere schaakverenigingen in de stad.

## Geschiedenis van het VAS

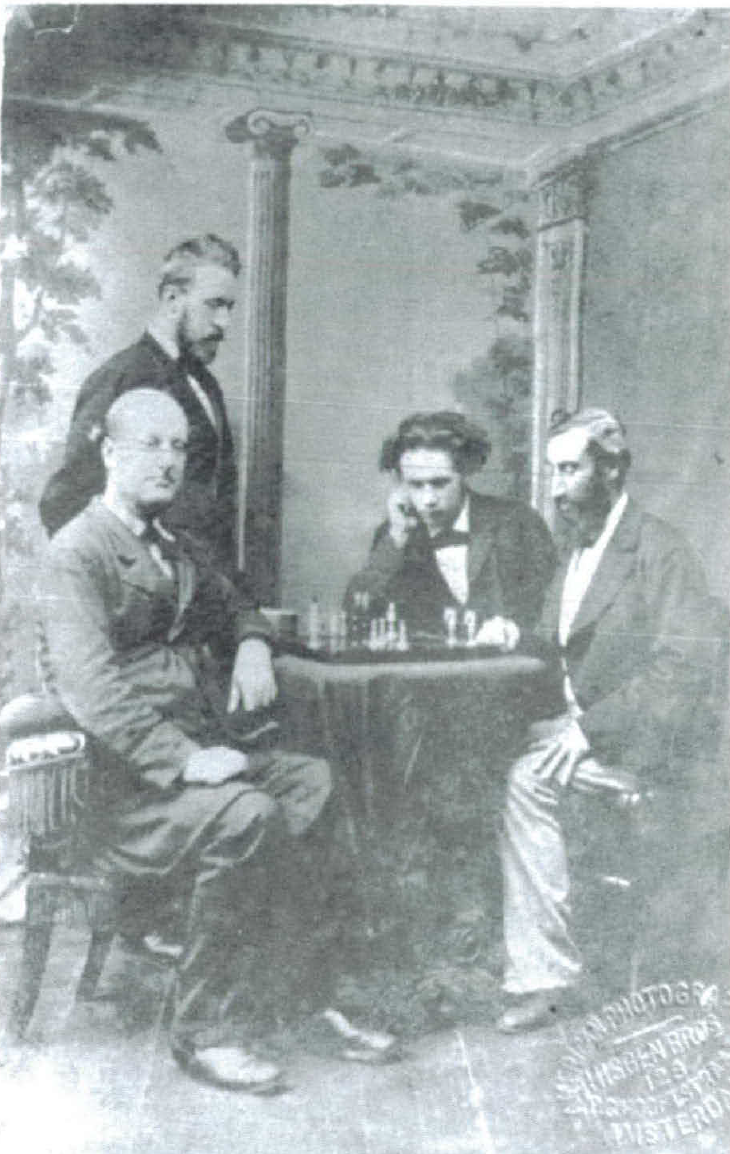
Schaaktafereeltje in het VAS anno 1880: Pinédo (rechts) samen met Rudolf Loman tegen Henry Bird (links). G. Mohr kijkt toe.

### 19e eeuw
Op 18 september 1822 werd het Amsterdamsche Schaakgenootschap opgericht. In 1842 splitsten de serieuze schakers zich van de gezelligheidsspelers met de oprichting van Philidor. Het Amsterdamsche Schaakgenootschap is toen als een sociëteit verdergegaan.
Philidor zou tot 1856 serieus schaakspelen en het wedstrijd- en toernooischaak in Nederland introduceren. Het hield zich echter financieel moeilijk op de been. In 1856 zou een deel van Philidor weer met de Amsterdamse Schaakgenootschap fuseren. De rest van Philidor herdoopte hun vereniging naar La Bourdonnais.
In 1878 was het de Amsterdamsche Schaakgenootschap dat noodlijdend was. Een deel splitste zich af als Nieuw Amsterdamsch Schaakgenootschap, welke datzelfde jaar met La Bourdonnais tot het Vereenigd Amsterdamsch Schaakgenootschap (VAS) fuseerde. Het is onduidelijk hoe het met het achtergebleven deel van het Amsterdamsche Schaakgenootschap is afgelopen. In 1898 zou er nog sprake zijn van een zekere groep genaamd Zeemanshoop, dezelfde naam als het lokaal waar het Amsterdamsche Schaakgenootschap ooit samenkwam, maar daarna is het stil geworden.
VAS was in 1889 de initiatiefnemer en organisator van het eerste Internationale Schaaktoernooi in Nederland, een toernooi dat internationale meesters wist aan te trekken. Amos Burn won dit toernooi, de latere wereldkampioen Emanuel Lasker werd tweede.

### 20e eeuw
VAS vierde in 1922 het 100-jarig bestaan, al was de oorspronkelijke oprichting als het Amsterdamsche Schaakgenootschap; zonder de verenigingen waarmee het later is gefuseerd.
In de 20e eeuw was VAS een van de meest dominante clubs van Nederland. De club werd tussen 1923 en 1965 maar liefst 23 keer landskampioen.
Tot 1936 speelde VAS in hotel De Roode Leeuw. In dat jaar besloten het VAS en de Amsterdamsche Schaakclub om een schaakhuis te stichten. Daartoe werd de locatie aan de Plantage Franschelaan 14 (tegenwoordig Henri Polaklaan 14) aangekocht. Op 30 december 1936 werd het Amsterdamsche Schaakhuis feestelijk geopend door de Amsterdamse wethouder van Onderwijs, Emanuel Boekman. Ook Max Euwe was bij deze plechtigheid aanwezig. Tot en met 1967 speelde het VAS op deze locatie.
In 1958 werd de jeugdschaakvereniging Het Zwarte Veulen opgericht. Het idee voor de oprichting van deze vereniging kwam vanuit het VAS. VAS-lid Tjoe Liong Kwee wilde een schaakvereniging in het leven roepen die zich specifiek zou richten op jeugdige schakers. Hij vond de samenwerking met Lodewijk Melchior, bestuurslid van het VAS, die de kartrekker werd van het project. Het Zwarte Veulen heeft een aantal jaar meegespeeld in de hoofdklasse van de Hoofdstedelijke Schaakbond, maar werd in 1963 weer opgeheven.
Toen in 1968 de Amsterdamsche Schaakclub uit de Hoofdklasse KNSB degradeerde, fuseerde deze met het VAS. Omdat de Amsterdamsche Schaakclub met tien Nederlandse clubkampioenschappen een belangrijke staat van dienst had opgebouwd, werd de datum van deze fusie de officiële nieuwe oprichtingsdatum van het VAS. De officiële naam van de club werd VAS/ASC. Later is de toevoeging ASC weer verdwenen.
In het Hoofdklasse-seizoen 1983/84 eindigde VAS/ASC op de negende plaats, waarop degradatie volgde. Het VAS is nadien nooit meer teruggekeerd op het hoogste schaakniveau.
De signatuur van de vereniging was in ieder tot ver in de 20e eeuw elitair, waardoor het ledental in de jaren 1970-1980 dermate slonk, dat de leden opheffing overwogen. De schaker Rob van Dongen is een belangrijke factor geweest in het doen laten herleven van de club en ontving onder andere hiervoor in 2005 een koninklijke onderscheiding. Op 5 februari 1996 verscheen de website van een gerevitaliseerde schaakclub op internet. Onder jeugdleider Enrico Vroombout kreeg de herleving gestalte in de vorm van een jeugdafdeling met meer dan vijftig leden.

### 21e eeuw
Vanaf de eeuwwisseling werd de weg verder naar boven ingezet en wist VAS zich te ontwikkelen tot een van de grootste schaakverenigingen van Nederland, met bovendien een grote jeugdafdeling. Onder andere Eline Roebers komt hieruit voort.
In het seizoen 2023/24 speelt VAS met negen teams in de KNSB-competitie. Het hoogste team speelde in de Eerste Klasse.

## Bekende (oud)leden

### Ereleden
- 1860: J.Hulst[14]
- 1860: L.J. Bodding[14]
- 1863: C.E. Mohr[15]
- Rob van Dongen
- Maarten van 't Kruijs (Philidor, later ?, en het VAS)
- Pinédo jr (VAS)
- Arnold en Dirk van Foreest (VAS)
- Norman Van Lennep (VAS)
- Max Euwe (VAS)
- Emanuel Lasker, erelid
- Max Levenbach
- Abraham Speijer
- Isidor Gunsberg
- C. Tinholt (voorzitter 1899 – 1901 en 1909 – 1914)
- J. Rotgans
- Louis Gans
- J.F. Pilger (penningmeester)
- E van Dien
- Wim Wolthuis
- A Gräve
- Cara Bergman Euwe

### Leden van verdienste
- Niels van Dam
- Joost van Dongen
- John Pex

### Andere leden
- A. de Lelie
- Johan Barendregt
- Adriaan de Groot
- Rob Hartoch
- Lex Jongsma
- Aran Köhler
- Ramon Koster
- Tim Krabbé
- Salo Landau
- Kick Langeweg
- Rudolf Loman
- Max Pam
- Khoi Pham
- Jo Polak
- Hans Ree
- Eline Roebers
- Paul van der Sterren
- Tan Hoan Liong
- Enrico Vroombout
- Tex de Wit
- Coen Zuidema